# Lorenzo Deri
Lorenzo Deri (Bologna, 16 maggio 2001) è un cestista italiano.

## Carriera
Approdato alla Virtus Bologna all'età di 11 anni, cresce nelle giovanili del club bianconero, vincendo due scudetti (U14 nella stagione 2014-15 e U18 nella stagione 2016-17).
Nella sua carriera giovanile partecipa anche a due campionati europei con la maglia dell'Italia.
Nella stagione 2019-20 fa il suo debutto in prima squadra. Il 9 ottobre 2019 esordisce contro il Maccabi Rishon in un match interno di Eurocup e 4 giorni dopo debutta in LBA nella vittoria esterna contro la Victoria Libertas Pesaro. Segna primi punti da professionista contro la Pallacanestro Cantù.

## Palmarès
- Campionato italiano: 1

Virtus Bologna: 2020-2021